# Aratasaurus

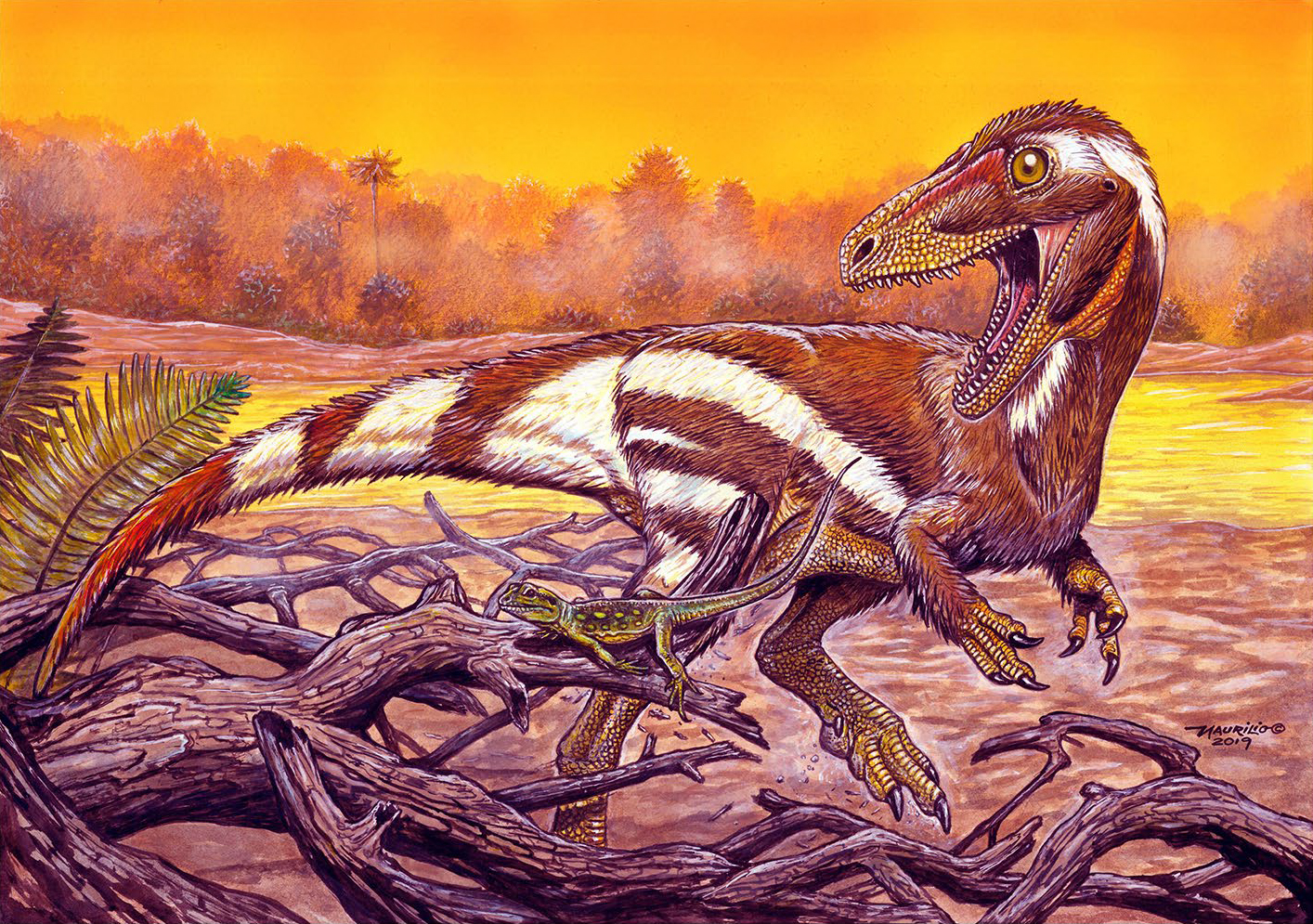
Aratasaurus museunacionali

Aratasaurus museunacionali is een theropode dinosauriër, behorende tot de Coelurosauria, die tijdens het vroege Krijt leefde in het gebied van het huidige Brazilië.

## Vondst en naamgeving
In 2008 werd in een gipsmijn, de Mina Pedra Branca bij Santana do Cariri, een plaat leisteen van 120 bij 80 centimeter gedolven met daarop zichtbaar de achterpoot van een kleine theropode. Het specimen werd geschonken aan het paleontologisch museum Museu de Paleontologia Plácido Cidade Nuvens. Het bleek lastig de kwetsbare beenderen te prepareren. Er vond microscopisch onderzoek plaats naar de botstructuur. In 2016, na de dood van Plácido Cidade Nuvens, werd het fossiel voor verdere preparatie overgebracht naar het Nationaal Museum van Brazilië. Dat werd op 2 september 2018 getroffen door een vernietigende brand. Het specimen werd verloren gewaand maar bleek voor het vuur gespaard.

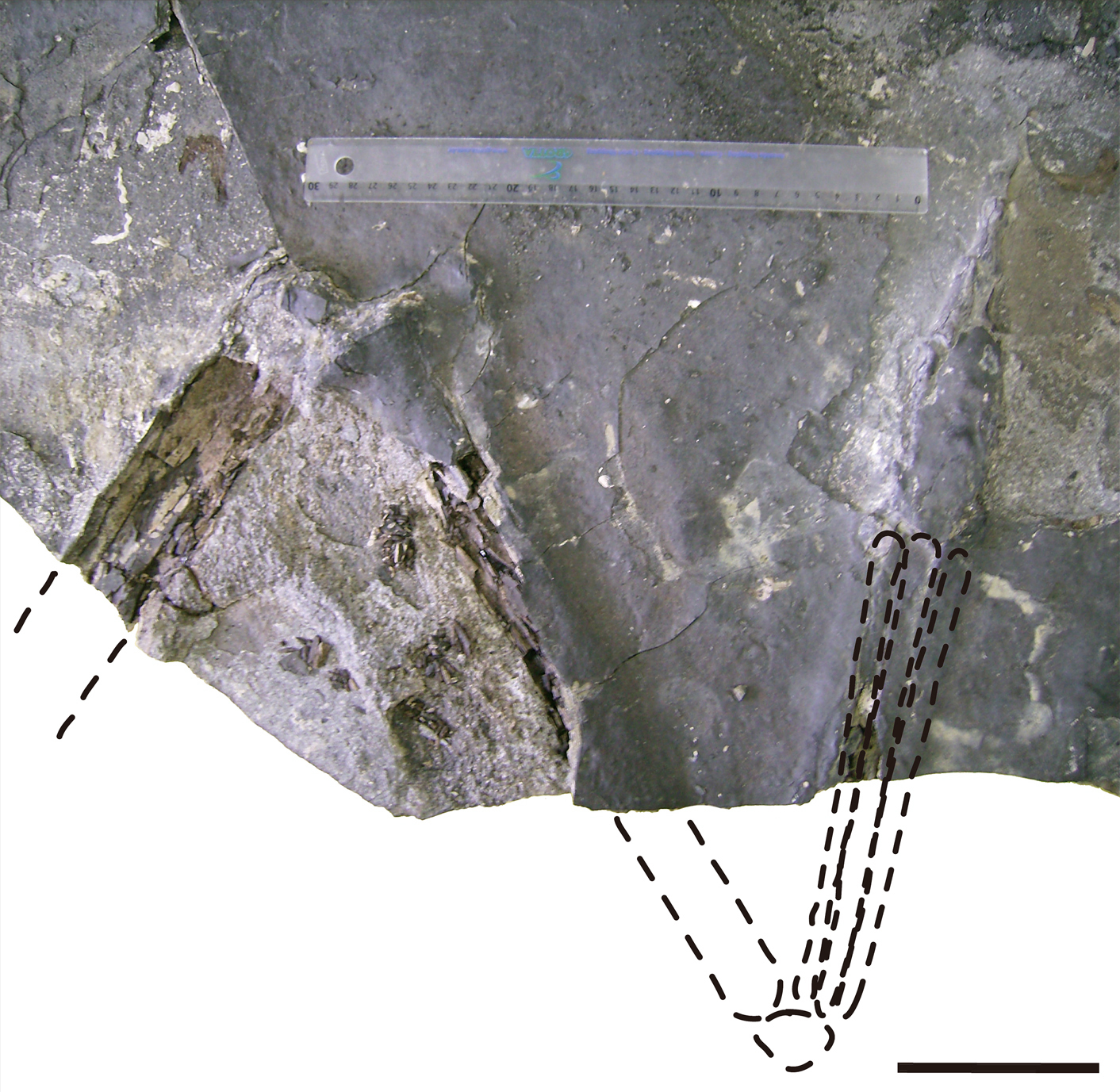
De steenplaat vóór de preparatie

In 2020 werd de typesoort Aratasaurus museunacionali benoemd en beschreven door Juliana Manso Sayão, Antônio Álamo Feitosa Saraiva, Arthur Souza Brum, Renan Alfredo Machado Bantim, Rafael Cesar Lima Pedroso de Andrade, Xin Cheng; Flaviana Jorge de Lima, Helder de Paula Silva en Alexander Wilhelm Armin Kellner. De geslachtsnaam is afgeleid van het Toepi ara, "geboren", en atà, "vuur", een verwijzing naar de brand. De soortaanduiding verwijst naar het Museu Nacional/Universidade Federal do Rio de Janeiro.
Het holotype, MPSC R 2089, is gevonden in een laag van de onderste Romualdoformatie die dateert uit het Aptien. Het bestaat uit een gedeeltelijke rechterachterpoot. Bewaard zijn gebleven de onderzijde van het dijbeen, de bovenste helft van het scheenbeen, de schachten en onderste uiteinden van het eerste, tweede, derde en vierde middenvoetsbeen, het eerste kootje van de eerste, tweede en derde teen, het eerste, tweede, derde en vierde kootje van de vierde teen en de eerste, tweede en derde voetklauw. De achterpoot ligt in verband. Vermoedelijk was meer van het skelet aanwezig maar bij het breken van de leisteen verloren gegaan. Het dijbeen en het scheenbeen zijn sterk platgedrukt maar de voetelementen zijn relatief driedimensionaal aanwezig. Het betreft een jong of jongvolwassen dier, gezien de groeilijnen vier jaar oud. Het is de enige theropode die uit de onderste Romualdoformatie bekend is.

## Beschrijving

### Grootte en onderscheidende kenmerken

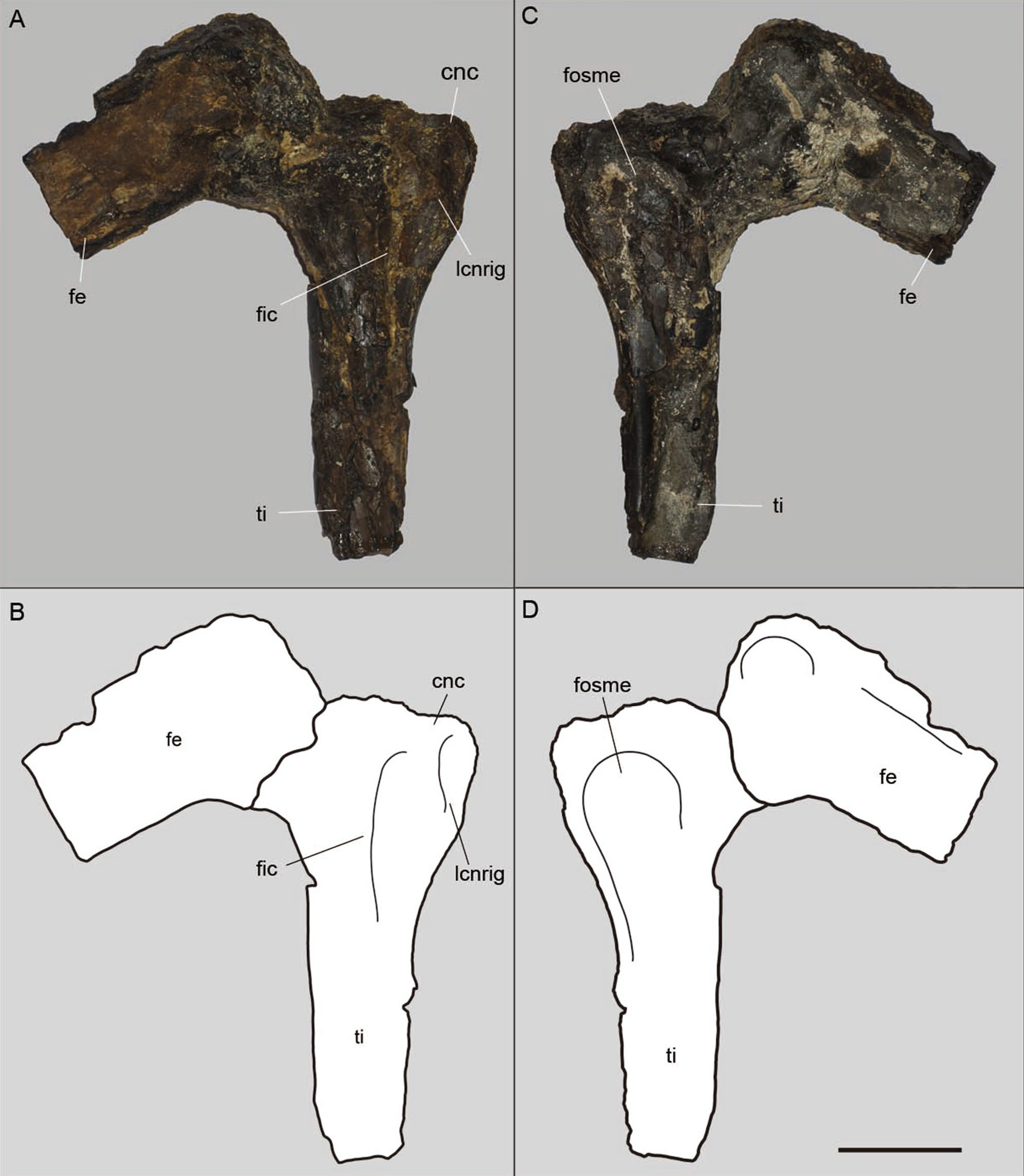
De "knie" gevormd door het onderste dijbeen en bovenste scheenbeen

Het individu van het holotype had volgens een extrapolatie uit 2020 een lengte van 3,12 meter en een gewicht van 34,25 kilogram. Het scheenbeen heeft een geschatte oorspronkelijke lengte van 412 millimeter. Het werd vermoed dat de volwassen grootte een stuk hoger kon liggen.
De beschrijvers wisten enkele onderscheidende kenmerken vast te stellen ten opzichte van andere basale Coelurosauria. Het betreft een unieke combinatie van op zich niet unieke eigenschappen. Het scheenbeen heeft een groeve op de binnenzijde. De voet is symmetrisch met de tweede en vierde digitus gelijk in lengte. De onderste gewrichtsknobbels van het tweede, derde en vierde middenvoetsbeen zijn overdwars symmetrisch met een ongeveer gelijke breedte. Het tweede en vierde middenvoetsbeen zijn gelijk in breedte en hebben een gezwollen voorste rand van het onderste gewrichtsvlak.

### Skelet
Bij het scheenbeen is de crista cnemialis, de kam aan de voorste bovenzijde, afgerond. De crista cnemialis ligt op eenzelfde hoogte als de condylus fibularis, de buitenste achterste lob van het bovenste gewrichtsvlak. De kam heeft een richel op de buitenste zijkant. De condylus fibularis is afgerond en bovenop plat. De crista fibularis is langwerpig.
De symmetrische middenvoetsbeenderen vormen een basaal kenmerk dat niet gedeeld wordt met Zuolong die ook een kommavormig onderste uiteinde van het tweede middenvoetsbeen heeft, niet  symmetrisch en afgerond gezwollen. Aratasaurus mist een beenrichel op de voorste buitenhoek van het onderste gewrichtsvlak, die Zuolong wel bezit. Zuolong heeft daarbij een derde middenvoetsbeen dat tweemaal breder is dan het tweede en vierde, wat sterk afwijkt van de gelijke breedte bij Aratasaurus. Net als bij Zuolong hebben bij Aratasaurus de voetklauwen symmetrisch "bloedgroeven" op de buitenste zijkanten.
Het eerste middenvoetsbeen is dun. Het derde middenvoetsbeen is het langste met ongeveer 243 millimeter. De teenkootjes zijn langwerpig, die van de vierde teen het kortst.

## Fylogenie
Aratasaurus werd in 2020 basaal in de Coelurosauria geplaatst, als zustersoort van Zuolong.